# روخيليو كابريرا لوبيز
روخيليو كابريرا لوبيز (بالإسبانية: Rogelio Cabrera López)‏ هو كاهن كاثوليكي مكسيكي، ولد في 24 يناير 1951 في Isla Santa Catalina ‏ في المكسيك.